# Sven Rossenbach
Sven Rossenbach (* 13. August 1966 in Kempen) ist ein deutscher Musiker und Komponist.

## Leben
Sven Rossenbach absolvierte seine Schulzeit in Kempen auf dem Gymnasium Thomaeum und machte 1987 das Abitur. Er studierte in Frankfurt an der FMW Frankfurter Musikwerkstatt und am Konservatorium in Maastricht, Niederlande. Der Musiker spielt seit seinem zehnten Lebensjahr Klarinette und Saxophon.
Seit 1994 arbeitet er mit seinem Studiopartner Florian van Volxem unter anderem für die Fernsehsender ZDF, VOX an Titelmusiken und Stationdesign (z. B. Titelmusik zu Aktenzeichen XY … ungelöst).

## Preise und Auszeichnungen
- Deutscher Fernsehpreis 2010 für den ARD-Mehrteiler Im Angesicht des Verbrechens
- Deutscher Fernsehmusikpreis 2010 in der Kategorie Mehrteiler/Serie an Sven Rossenbach & Florian van Volxem für Im Angesicht des Verbrechens
- „Preis der deutschen Filmkritik 2014“ für den Kinofilm Die geliebten Schwestern[1]
- Nominierung Deutscher Fernsehpreis 2017 in der Kategorie Beste Musik Das weiße Kaninchen (ARD/SWR)

## Filmografie (Auswahl)
- 2000: München – Geheimnisse einer Stadt (Regie: Dominik Graf)
- 2002: Die Freunde der Freunde (Regie: Dominik Graf)
- 2003: Hotte im Paradies (Regie: Dominik Graf)
- 2005: Polizeiruf 110: Der scharlachrote Engel (Regie: Dominik Graf)
- 2006: Eine Stadt wird erpresst (Regie: Dominik Graf)
- 2006: Polizeiruf 110: Er sollte tot (Regie: Dominik Graf)
- 2008: Das Gelübde (Regie: Dominik Graf)
- 2009: Im Angesicht des Verbrechens (Regie: Dominik Graf)
- 2010: Dreileben „Komm mir nicht nach“ Zweiter Teil (Regie: Dominik Graf)
- 2010: Polizeiruf 110: Cassandras Warnung (Regie: Dominik Graf)
- 2011: Riskante Patienten (Regie: Stefan Krohmer)
- 2011: Das unsichtbare Mädchen (Regie: Dominik Graf)
- 2011: Unter anderen Umständen – Spiel mit dem Feuer (Regie: Judith Kennel)
- 2012: Lawinen der Erinnerung (Regie: Dominik Graf)
- 2013: Im Netz (Regie: Isabel Kleefeld)
- 2013: Verratene Freunde (Regie: Stefan Krohmer)
- 2013: Tatort: Aus der Tiefe der Zeit (Regie: Dominik Graf)
- 2013: Es werde Stadt (Regie: Dominik Graf)
- 2014: Weiter als der Ozean (Regie: Isabel Kleefeld)
- 2014: Die geliebten Schwestern (Regie: Dominik Graf)
- 2014: Die reichen Leichen. Ein Starnbergkrimi (Regie: Dominik Graf)
- 2014: Sein gutes Recht (Regie: Isabel Kleefeld)
- 2014: Polizeiruf 110: Smoke on the Water (Regie: Dominik Graf)
- 2014: Was heißt hier Ende? Der Filmkritiker Michael Althen (Regie: Dominik Graf)
- 2015: Tatort: Hydra (Regie: Nicole Weegmann)
- 2015: Die abhandene Welt (Regie: Margarethe von Trotta)
- 2015: Besser als Du (Regie: Isabel Kleefeld)
- 2015: Tatort: Kälter als der Tod (Regie: Florian Schwarz)
- 2015: Chuzpe – Klops braucht der Mensch! (Regie: Isabel Kleefeld)
- 2015: Zweibettzimmer (Regie: Isabel Kleefeld)
- 2016: Das weiße Kaninchen (Regie: Florian Schwarz)
- 2016: Zielfahnder – Flucht in die Karpaten (Regie: Dominik Graf)
- 2016: Ein Teil von uns (Regie: Nicole Weegmann)
- 2016: Am Abend aller Tage (Regie: Dominik Graf)
- 2017: Was ich von dir weiß (Regie: Isabel Kleefeld)
- 2017: Das Leben danach (Regie: Nicole Weegmann)
- 2017: Rewind – Die zweite Chance (Regie: Johannes Sievert)
- 2017: Tatort: Der rote Schatten (Regie: Dominik Graf)
- 2017: Meine fremde Freundin (Regie: Stefan Krohmer)
- 2018: Aufbruch in die Freiheit (Regie: Isabel Kleefeld)
- 2018: Die Schattenfreundin (Regie: Michael Schneider)
- 2018: Hanne (Regie: Dominik Graf)
- 2019: Unter anderen Umständen: Im finsteren Tal
- 2019: Marie Brand und der Reiz der Gewalt (Regie: Nicole Weegmann)
- 2019: Polizeiruf 110: Der Ort, von dem die Wolken kommen
- 2019: Polizeiruf 110: Die Lüge, die wir Zukunft nennen
- 2020: Tatort: Kein Mitleid, keine Gnade (Regie: Felix Herzogenrath)
- 2020: Tatort: Das perfekte Verbrechen
- 2020: Marie Brand und die Liebe zu viert
- 2020: Unter anderen Umständen: Lügen und Geheimnisse (Regie: Judith Kennel)
- 2020: Tatort: In der Familie
- 2020: Polizeiruf 110: Der Verurteilte
- 2021: Tatort: Borowski und die Angst der weißen Männer
- 2021: Fabian oder Der Gang vor die Hunde (Regie: Dominik Graf)
- 2021: Für immer Eltern
- 2021: Polizeiruf 110: Bis Mitternacht (Regie: Dominik Graf)
- 2021: Marie Brand und der Tote im Trikot
- 2022: Tatort: Gier und Angst
- 2022: Gesicht der Erinnerung (Fernsehfilm)
- 2022: Alice
- 2022: German Crime Story: Gefesselt (Miniserie)
- 2022: Marie Brand und der überwundene Tod
- 2023: Marie Brand und die falsche Wahrheit
- 2023: Marie Brand und die Ehrenfrauen
- 2023: Mein Falke (Regie: Dominik Graf)
- 2024: Tatort: Letzter Ausflug Schauinsland
- 2024: Marie Brand und die falsche Nase
- 2024: Informant – Angst über der Stadt
- 2024: Querschuss
- 2024: Tatort: Made in China
- 2025: Tatort: Verblendung

## Dokumentation (Auswahl)
- Offene Wunde deutscher Film (Regie: Dominik Graf, Johannes F. Sievert)
- Verfluchte Liebe deutscher Film (Regie: Dominik Graf, Johannes F. Sievert)
- Es werde Stadt (Regie: Dominik Graf)
- Vorspannmusik: Das Wunder von San Jose (2011)
- terraxpress Folgen 1–30 Moderationen (2011–2012)
- So isst die Welt (2009) (sounddesign)
- Tschuringa Philippinen
- Tschuringa Kapverden
- Toyota jagt Ferrari (Regie: Christoph Weber)
- Dürers Erben (sound engineer)
- Zeit der Götter (sound engineer)
- Dynamik der Großstadt (sound engineer)

## Diskographie (Auswahl)
- 1996 eerie
- 2002 Filmfahren
- 2004 Citizien – Victory of the better man
- 2005 Live at the yard
- 2006 Dominik Graf – Filmmusik
- 2012 Terra Inkognita

## Hörspiel (Auswahl)
- 2004 „57'38’ Ewigkeit“ von Bibiana Beglau und Stefan Jäger
- 2005 „Der Weg Zum Glück von Ingrid Laus und Sprecher Bernd Moss“
- 2007 „Ein schönes Leben von Martin“ Sprecher: Becker Ueli Jäggi und Raphael Clamer
- 2011 „Grabesgruen“ von Tana French WDR-Hörspiel-Regie: Martin Zylka
- 2011 „Die Herrenausstatterin“ Von Mariana Leky WDR-Hörspiel-Regie: Petra Feldhoff
- 2011 „Die Drückerin von Bernhard Pfletschinger“ ARD-Radio-Feature
- 2012 „Der Buddhist und ich“ von Mariana Leky WDR-Hörspiel-Regie: Petra Feldhoff
- 2012 „Fennymores Reise oder Wie man Dackel im Salzmantel macht“ von Kirsten Reinhardt
- 2024 „Kein König in Israel“  von Max Biller SWR-Hörspiel Regie: Dominik Graf